# Kuragehime
Kuragehime (海月姫 lit. La princesa medusa?), también conocida como Princess Jellyfish, es una serie de manga escrita e ilustrada por Akiko Higashimura. Fue serializada en la revista Kiss de Kōdansha desde el 25 de octubre de 2008 hasta el 25 de agosto de 2017, finalizando con un total de diecisiete volúmenes y diez episodios junto con algunos especiales. Una adaptación a serie de anime de once episodios fue producida por Brain's Base y dirigida por Takahiro Ōmori, cuya transmisión estuvo vigente entre octubre y diciembre de 2010 por Fuji TV.
Una película de imagen real fue estrenada el 27 de diciembre de 2014, la cual fue protagonizada por Rena Nōnen como Tsukimi y Masaki Suda como Kuranosuke. En enero de 2018, fue estrenada una serie de imagen real basada en el manga, con Kyōko Yoshine y Kōji Seto en los roles principales.

## Argumento
Kuragehime se centra en el Amamizu-kan, un edificio de departamentos en Tokio donde viven un grupo de mujeres otaku cuyas aficiones no podrían ser más diferentes, y en donde los hombres están estrictamente prohibidos. La protagonista es Tsukimi Kurashita, una amante de las medusas cuyo amor por estas criaturas proviene de los recuerdos de su fallecida madre llevándola a un acuario cuando era niña. Tsukimi desea convertirse en ilustradora, pero es extremadamente tímida, torpe y se muestra aterrorizada ante la interacción social, las personas atractivas y la perspectiva de tener un trabajo formal.
Las otras inquilinas del Amamizu-kan (quienes se refieren a sí mismas como las "Amars") también son recluidas sociales y evitan el contacto fuera de su grupo. Un día, Tsukimi conoce a Kuranosuke Koibuchi, el hijo ilegítimo de un político quien viste como mujer para evitar las obligaciones de la clase política y sentirse más cercano a su madre ausente. Tsukimi mantiene el secreto del verdadero género de Kuranosuke de sus androfóbicas compañeras, incluso cuando ella misma en numerosas ocasiones se cuestiona la idea de tener un hombre en su habitación. 
El vecindario y el edificio Amamizu-kan se encuentran bajo amenzana de ser rediseñados, corriendo el peligro de ser demolido. Tsukimi y el grupo de Amars junto con Kuranosuke intentarán por todos los medios proteger el lugar.

## Personajes
Tsukimi Kurashita (倉下 月海 Kurashita Tsukimi?)
Voz por: Kana Hanazawa, Maxey Whitehead (inglés)
Tsukimi es una otaku de dieciocho años de edad que vive en Tokio y sueña con ser ilustradora. Bajo la influencia de su difunta madre, siente un apasionado amor por las medusas e incluso se encuentra bastante informada sobre ellas. Tsukimi es la única residente del Amamizu-kan que sabe el verdadero género de Kuranosuke. Al igual que las otras Amars (monjas), siente temor por las personas guapas y por lo general se petrifica en su presencia. Tiene como mascota una medusa moteada llamada Clara (クララ Kurara?). Para su gran disgusto, a menudo recibe cambios de imagen temporales de Kuranosuke; en estos estados, se convierte en una joven atractiva y desarrolla ciertos sentimientos hacia el hermano mayor de Kuranosuke, Shū, quien también se enamora de ella. Tsukimi llega a sentirse cómoda alrededor de Kuranosuke cuando este se encuentra travestido, hasta el punto en el cual casi olvida su género real y entra en pánico cada vez que le ve en su estado normal como chico.
Kuranosuke Koibuchi (鯉淵 蔵之介 Koibuchi Kuranosuke?)
Voz por: Mitsuki Saiga, Josh Grelle (inglés)
Kuranosuke es el hijo de una rica familia política. Utiliza el alias de "Kurako" delante de las Amars para ocultar su género. Le gusta vestir ropa de mujer por su pasión por la moda; a diferencia del resto de su familia, no encuentra la política interesante en absoluto y desea entrar al mundo de la moda. Siempre está buscando la dirección de su madre, con la esperanza de ver al menos una vez más el armario que esta guardaba con tanta pasión. Después de conocer a Tsukimi y ayudarle a rescatar a Clara, una medusa de una tienda de mascotas, encuentra que es más interesante que cualquier otra cosa en su vida. Durante toda su vida ha sido siempre popular entre las chicas y por lo tanto no puede aceptar la idea de tener sentimientos hacia Tsukimi. Es un joven muy decidido y se propone a dar lo mejor de sí para ayudar a las Amars y a Tsukimi.
Chieko (千絵子?)
Voz por: Kimiko Saitō, Cynthia Cranz (inglés)
Chieko es una de las Amars y gerente del Amamizu-kan. Está obsesionada con las ropas tradicionales japonesas, tales como el kimono, y colecciona muñecas japonesas tradicionales. Su madre es la propietaria del edificio, pero rara vez está presente puesto que vive en Corea debido a su gran afición hacia el actor Bae Yong-joon. Chieko es la única de las Amars que nunca recibe un cambio de imagen de Kuranosuke, sobre la base de que el uso de ropa tradicional japonesa en el centro de Tokio hace su moda. Debido a sus intereses, Chieko es una excelente costurera.
Mayaya (まやや?)
Voz por: Akemi Okamura, Monica Rial (inglés)
Mayaya es una de las Amars, quien está obsesionada con los Registros de los Tres Reinos. Constantemente hace referencias a los acontecimientos de ese período de tiempo y tiende a ser demasiado enfática, llegando a gritar cuando habla.
Banba (ばんば?)
Voz por: Motoko Kumai, Mariela Ortiz (inglés)
Banba es una de las Amars, quien está obsesionada con todo tipo de trenes. Su cabello afro es en realidad una permanente natural. También posee una capacidad de juzgar con precisión la calidad de la comida sólo con mirarla, una habilidad que se refiere en el anime como el "ámbito Bamba". Afirma tener ocho años de edad debido a que nació en año bisiesto, poniendo su edad cronológica real ronda entre los 32 y 35 años.
Jiji (ジジ?)
Voz por: Mamiko Noto,  Leah Clark (inglés)
Jiji es una de las amars que está obsesionada con los hombres maduros y atractivos. Tiende a malinterpretar las situaciones y está en constante miedo de caer enferma.
Shū Koibuchi (鯉淵 ショー Koibuchi Shū?)
Voz por: Junichi Suwabe, Ian Sinclair (inglés)
Shū es el medio hermano mayor de Kuranosuke y asistente personal de su padre. Debido a que presenció un encuentro sexual entre su padre y la madre de Kuranosuke cuando era niño, tiene fobia a las mujeres. Sin embargo, después de ver a Tsukimi bien vestida, comienza a sentirse atraído hacia ella, a pesar de que inicialmente no puede reconocerla cada vez que viste ropa normal.
Shōko Inari (稲荷 翔子 Inari Shōko?)
Voz por: Junko Kitanishi, Jamie Marchi (inglés)
Una desarrolladora de bienes raíces que planea convertir al edificio Amamizu-kan en un hotel de lujo. Inari manipula a Shū y le hace creer que han tenido relaciones para poder chantajearlo, conseguir una buena relación con su padre y así acelerar los contratos de construcción.
Juon Mejirō (目白 樹音 Mejirō Juon?)
Mejiro es una popular escritora de manga yaoi, tratada con gran respeto por las otras Amars. Debido a su trastorno de ansiedad social, se atrincheró en su habitación y sólo ha sido vista un par de veces por Chieko durante la noche. Su único medio de comunicación con las Amars son hojas de papel que estas deslizan debajo de su puerta; las Amars han desarrollado un ritual de preparación de preguntas para ella. El resto de las chicas le ayudan con su manga, especialmente cerca de los plazos de entrega. A diferencia de las demás que simplemente se muestran nerviosas o no tienen ningún interés en los hombres, Mejiro tiene una fuerte aversión hacia estos.
Yoshio Hanamori (鼻盛り 吉生 Hanamori Yoshio?)
Voz por: Takehito Koyasu, Christopher Bevins (inglés)
Es el chófer de la familia Koibuchi y amigo de la infancia de Shū, un gran entusiasta de los vehículos Mercedes-Benz. Hanamori cede fácilmente bajo presión, sobornos o solicitudes de personas con afro. También es un buen conversador y tiene la distinción de ser el único hombre al que se le permite el acceso libre al Amamizu-kan.

## Media

### Manga
Escrito e ilustrado por Akiko Higashimura, el manga fue serializado en la revista mensual Kiss de  Kōdansha desde el 25 de octubre de 2008 hasta el 25 de agosto de 2017. Kōdansha publicó los diecisiete volúmenes desde el 13 de marzo de 2009 al 13 de noviembre de 2017. Ha sido licenciada para su publicación en Estados Unidos por Kodansha Comics USA, Star Comics en Italia y por Akata en Francia. Un spin-off de la serie titulado Kuragehime Gaiden: Bara no Aru Kurashi, el cual se centra en la madre de Chieko, Chiyoko, fue publicado en la revista Kiss Plus desde el 8 de octubre de 2009 al 8 de febrero de 2014. La obra ha sido recopilada en un único volumen.
Entre el 12 de agosto y el 17 de septiembre de 2010, los estudios Brain's Base y Asmik Ace Entertainment produjeron seis cortos animados previos al estreno del anime, titulados Kuragehime: Soreike! Amars Tankentai.

### Anime
Una adaptación a serie de anime producida por el estudio Brain's Base, dirigida por Takahiro Ōmori y escrita por Jukki Hanada fue transmitida desde el 15 de octubre al 31 de diciembre de 2010 en el bloque NoitaminA de Fuji TV. El tema de apertura es Koko Dake no Hanashi (ここだけの話) por Chatmonchy, mientras que el tema de cierre es Kimi no Kirei ni Kizuite Okure (きみのきれいに気づいておくれ) por Sambomaster. La composición de la música estuvo a cargo de Makoto Yoshimori. La serie ha sido licenciada por Funimation en Estados Unidos, Kazé en Reino Unido y Siren Visual en Australia y Nueva Zelanda. Fue transmitida por Funimation Channel. En Francia, es distribuido y transmitido por el sitio de Kazé y, en televisión, por el canal Nolife.
Una serie de cuatro episodios especiales titulados Kuragehime: Eiyuu Retsuden☆ producidos por Brain's Base y Asmik Ace Entertainment fueron incluidos en los DVDs y Blu-Rays de la serie. En ellos se adapta la historia relatada en el manga Kuragehime Gaiden: Bara no Aru Kurashi, manteniendo el elenco original.

#### Lista de episodios
| #  | Título                                                                                                | Estreno                 |
| -- | --- | ----------------------- |
| 1  | «El sexo y las Amars» «Sekkusu ando za Amāzu» (セックス・アンド・ザ・アマーズ)                        | 15 de octubre de 2010   |
| 2  | «Sukiyaki Western Matsusaka» «Sukiyaki Uesutan Matsusaka» (スキヤキ・ウエスタン・マツサカ)            | 29 de octubre de 2010   |
| 3  | «Encantada» «Mahō o Kakerarete» (魔法をかけられて)                                                    | 5 de noviembre de 2010  |
| 4  | «Amemos al acuario» «Suizokukan de Aimashō» (水族館で逢いましょう)                                    | 12 de noviembre de 2010 |
| 5  | «Quiero ser una medusa» «Watashi wa Kurage ni Naritai» (私はクラゲになりたい)                         | 19 de noviembre de 2010 |
| 6  | «La noche de las Amars vivientes» «Naito obu za Ribingu Amāzu» (ナイト・オブ・ザ・リビング・アマーズ) | 26 de noviembre de 2010 |
| 7  | «El archipiélago de los desempledos» «Kinyū Mushoku Rettō» (金融無職列島)                             | 3 de diciembre de 2010  |
| 8  | «Million Dollar Babies» «Miriondarā Beibīzu» (ミリオンダラー・ベイビーズ)                             | 10 de diciembre de 2010 |
| 9  | «Cherry Boy de medianoche» «Mayonaka no Cherībōi» (真夜中のチェリーボーイ)                            | 17 de diciembre de 2010 |
| 10 | «Días de amor y agua caliente» «Ai to Nurumayu no Hibi» (愛とぬるま湯の日々)                          | 24 de diciembre de 2010 |
| 11 | «Medusa de los sueños» «Jerīfisshu obu Dorīmusu» (ジェリーフィッシュ・オブ・ドリームス)               | 31 de diciembre de 2010 |

### Adaptaciones de imagen real
Una película de imagen real dirigida por Taisuke Kawamura, escrita por Toshiya Ōno y producida por Asmik Ace Entertainment fue estrenada en Japón el 27 de diciembre de 2014. La película fue protagonizada por Rena Nōnen como Tsukimi y Masaki Suda como Kuranosuke. La banda sonora estuvo a cargo de la banda Sekai no Owari.
Una serie de imagen real fue transmitida por Fuji TV desde el 15 de enero al 19 de marzo de 2018. El nuevo proyecto, dirigido por Junichi Ishikawa y escrito por Yuichi Tokunaga, es protagonizado por Kyōko Yoshine y Kōji Seto.

## Recepción
En 2010 ha recibido el Kodansha Manga Award como el mejor manga shōjo. En 2016 ha sido elegido como uno de los Mejores Libros del Año de Amazon, dentro de la categoría que abarca a 20 cómics y novelas gráficas. El manga es parte de las lista de las Mejores novelas gráficas para jóvenes en su edición de 2017 de la Asociación de Jóvenes Adultos Biblioteca Servicios (YALSA), perteneciente a la American Library Association.
En la reseña del paquete de DVD de la serie, Anime News Network mencionó que la historia "tiene un poco del estilo de Ai Yazawa, involucrando sentimientos de una joven adulta Tsukimi". La protagonista "se lleva los mejores momentos del anime al mostrar sus puntos de vista, esto hace que el espectador conecte con el personaje". Un punto en contra que marcaron en la reseña es "la voz usada para doblar a Jiji al inglés, es una voz casi imposible de aguantar"; por otra parte "la labor de doblaje para el personaje de Kuranosuke es particularmente maravillosa, logrando un actor masculino un registro casi femenino. En el apartado de los extra del DVD se muestran pequeños cortos de 5 minutos que explican a modo de "safari o guía de campo" las obsesiones de cada una de las Amars. Al finalizar la reseña remarcan que "a pesar de que la historia no tiene una conclusión sólida, es una serie que se disfruta".
Una reseña de THEM Anime para la serie de anime explica "que la serie es solo la punta del iceberg para adentrarse a la historia del manga, la cual es más completa", además indican que "la decisión de tener solamente 11 episodios sin mucha historia hace que sea de las pocas series josei con un desarrollo realista de la historia". A pesar de eso "se encuentra que intentan forzar la locura de las amars dejando de lado la historia romántica; por otro lado, referencias del mundo de la moda la hacen más llamativa a un público femenino". Remarcan que "el personaje de Kuranosuke es fuerte y complejo, otorgando una no tan clara relación de amistad o algo más con Tsukimi"; para el resto del elenco afirman que "son bastante buenos a pesar de ser bizarros, son llamativos y amigables". Para finalizar hablan de "lo fiel del diseño de los personajes tomados del manga de Akiko Higashimura y la aceptable pero no llamativa animación".